# Pedro Liriano
Pedro Antonio Liriano (nacido el 23 de octubre de 1980 en Cotuí) es un lanzador abridor dominicano que ha jugado en las Grandes Ligas de Béisbol con los Cerveceros de Milwaukee (2004) y Filis de Filadelfia (2005).
En 2006, jugó para Fresno Grizzlies, equipo filial de Triple-A de los Gigantes de San Francisco. En 2007, jugó para Salt Lake Bees, equipo filial de Triple-A de los Angelinos de Anaheim. En 28 partidos (25 como abridor), terminó con récord de 4-12 con una efectividad de 5.59 y ponchó a 67.